# Чарлес Арангіс
Чарлес Арангіс (ісп. Charles Aránguiz; нар. 7 квітня 1989, Пуенте-Альто) — чилійський футболіст, нападник німецького «Баєр 04» та національної збірної Чилі.

## Клубна кар'єра
У дорослому футболі дебютував 2007 року виступами за команду клубу «Кобресаль», в якій провів один сезон, не взявши участі у жодному матчі чемпіонату.
Протягом 2008—2009 років захищав кольори команди клубу «Кобрелоа».
Своєю грою за останню команду привернув увагу представників тренерського штабу клубу «Коло-Коло», до складу якого приєднався 2009 року. Відіграв за команду із Сантьяго наступні два сезони своєї ігрової кар'єри. Більшість часу, проведеного у складі «Коло-Коло», був основним гравцем атакувальної ланки команди.
Протягом 2010—2011 років грав в Аргентині, захищав кольори команди клубу «Кільмес».
2011 року уклав контракт з клубом «Універсідад де Чилі», у складі якого провів наступні три роки своєї кар'єри гравця.
У 2014 році перейшов до італійського «Удінезе», проте відразу ж був відданий в оренду до бразильського «Інтернасьйонала».

## Виступи за збірну
2009 року дебютував в офіційних матчах у складі національної збірної Чилі. Наразі провів у формі головної команди країни 19 матчів, забивши 2 голи.

## Титули і досягнення
- Чемпіон Чилі: 2009К, 2011А, 2011К, 2012А
- Володар Південноамериканського кубка: 2011
- Володар Кубка Чилі: 2012-13, 2024
- Переможець Ліги Гаушу: 2014, 2015

Збірні
- Переможець Кубка Америки: 2015, 2016